# Bataille de Łódź (1914)
Première Guerre mondiale
Batailles
Front d'Europe de l’Est
- Stallupönen (08-1914)
- Gumbinnen (08-1914)
- Tannenberg (08-1914)
- Île d'Odensholm (08-1914)
- Lemberg (08-1914)
- Krasnik (08-1914)
- Komarów (08-1914)
- Lacs de Mazurie (I) (09-1914)
- Przemyśl (09-1914)
- Vistule (09-1914)
- Łódź (11-1914)
- Limanowa (12-1914)
- Bolimov (01-1915)
- Zwinin (02-1915)
- Lacs de Mazurie (II) (02-1915)
- Przasnysz (02-03-1915)
- Schaulen (04-07-1915)
- Gorlice-Tarnów (05-1915)
- Boug (06-08-1915)
- Narew (07-08-1915)
- Novogeorgievsk (08-1915)
- Varsovie (08-1915)
- Sventiany (09-1915)
- Lac Narotch (03-1916)
- Offensive Broussilov (06-1916)
- Offensive de Baranavitchy (07-1916)
- Turtucaia (09-1916)
- Offensive Flămânda (09-1916)
- Argeș (12-1916)
- Offensive Kerenski (07-1917)
- Bataille de Riga (09-1917)
- Opération Albion (09-10-1917)
- Mărășești (08-1917)
- Traité de Brest-Litovsk (03-1918)
- Traité de Brest-Litovsk (03-1918)
- Bakhmatch (03-1918)

Front d'Europe de l’Ouest
Front italien
Front des Balkans
Front du Moyen-Orient
Front africain
Bataille de l'Atlantique
La bataille de Łódź est une bataille qui eut lieu du 11 novembre au 6 décembre 1914, près de la ville de Łódź, dans le Royaume du Congrès (dans l'actuelle Pologne) dans le cadre de la Première Guerre mondiale. Elle opposa la 9e armée allemande aux 1re, 2e et 5e armées russes dans des conditions climatiques extrêmes.

## Contexte
En septembre 1914, les Russes avaient repoussé l'offensive austro-hongroise en Galicie à la bataille de Lemberg, laissant la forteresse austro-hongroise de Przemyśl assiégée par la 8e armée russe. Le général Nikolaï Rouszki avait réussi à empêcher les Allemands de prendre Varsovie lors de la bataille de la Vistule. Le commandement russe était divisé sur la meilleure manière de tirer parti de ces récents succès.
Le grand-duc Nicolas Nicolaïevitch était favorable à une offensive en Prusse-Orientale, mais le chef de l'état-major, Mikhail Alekseïev, préférait une offensive plus au sud en Silésie. En face, Paul von Hindenburg venait d'être nommé à la tête des armées des empires centraux sur le front de l'Est. Il avait intercepté des documents russes concernant le projet d'invasion de la Silésie et vu là une occasion de réitérer son écrasante victoire obtenue de Tannenberg (fin août 1914) en frappant le flanc russe dès l'entrée de l'ennemi en Silésie.

## Forces
Hindenburg déplaça la 9e armée allemande sous les ordres du August von Mackensen dans le secteur polonais. Franz Conrad von Hotzendorf, le commandant austro-hongrois, ordonna à la 2e armée austro-hongroise d'aller occuper le terrain libéré par la 9e armée.
Côté russe, le général Nicolaï Rouszki avait déjà victorieusement défendu Varsovie et avait sous ses ordres la 1re armée russe du général Paul von Rennenkampf, qui était positionnée au nord de la Vistule à l'exception d'un corps, qui se trouvait sur la rive sud. Rouszki commandait également la 2e armée russe du général Sergueï Scheidemann, qui était située en face de Łódź. Enfin, on ordonna à la 5e armée russe, sous le commandement de Pavel von Plehve, d'abandonner son offensive en Silésie pour se replacer et aider à contenir la nouvelle offensive de Hindenburg.

## La bataille
Le 11 novembre, la 9e armée de Mackensen attaqua le Corps de la 1re armée russe, posté au sud de la Vistule, et l'encercla, capturant 12 000 soldats. La manœuvre créa un espace entre les 1re et 2e armées russes, qui perdirent le contact. Le haut-commandement russe, furieux de la passivité de Rennenkampf, le démit aussitôt de ses fonctions et le remplaça par le général Aleksandr Litvinov (en).
Pendant ce temps, la 2e armée de Scheideman subissait les assauts allemands et commença à battre en retraite vers Łódź. Les Russes commençaient alors à se rendre compte de la gravité de la situation en Pologne. La 2e armée était maintenant sur le point d'être encerclée à son tour. Le grand-duc Nicolas voulait à tout prix sauver son armée et éviter un nouveau désastre à l'image de Tannenberg. Plehve et la 5e armée russe furent rappelés de Silésie pour se rendre dans le secteur de Łódź, parcourant plus de 110 kilomètres en deux jours.
Le 18 novembre, Plehve jeta l'ensemble de ses forces sur le flanc droit de l'armée de Mackensen dans des conditions hivernales très dures, la température descendnt en dessous de −10 °C. Ce fut au tour des Allemands d'être menacés d'encerclement mais il parvinrent à se sortir de cette situation délicate le 26 novembre, emportant avec eux les prisonniers de la 1re armée. Les attaques sur la Łódź continuèrent jusqu'en décembre, mais les Allemands furent incapables de percer les lignes russes. Manquant de munitions, les Russes durent se retirer pour former une nouvelle ligne de front, mieux défendue, près de Varsovie.

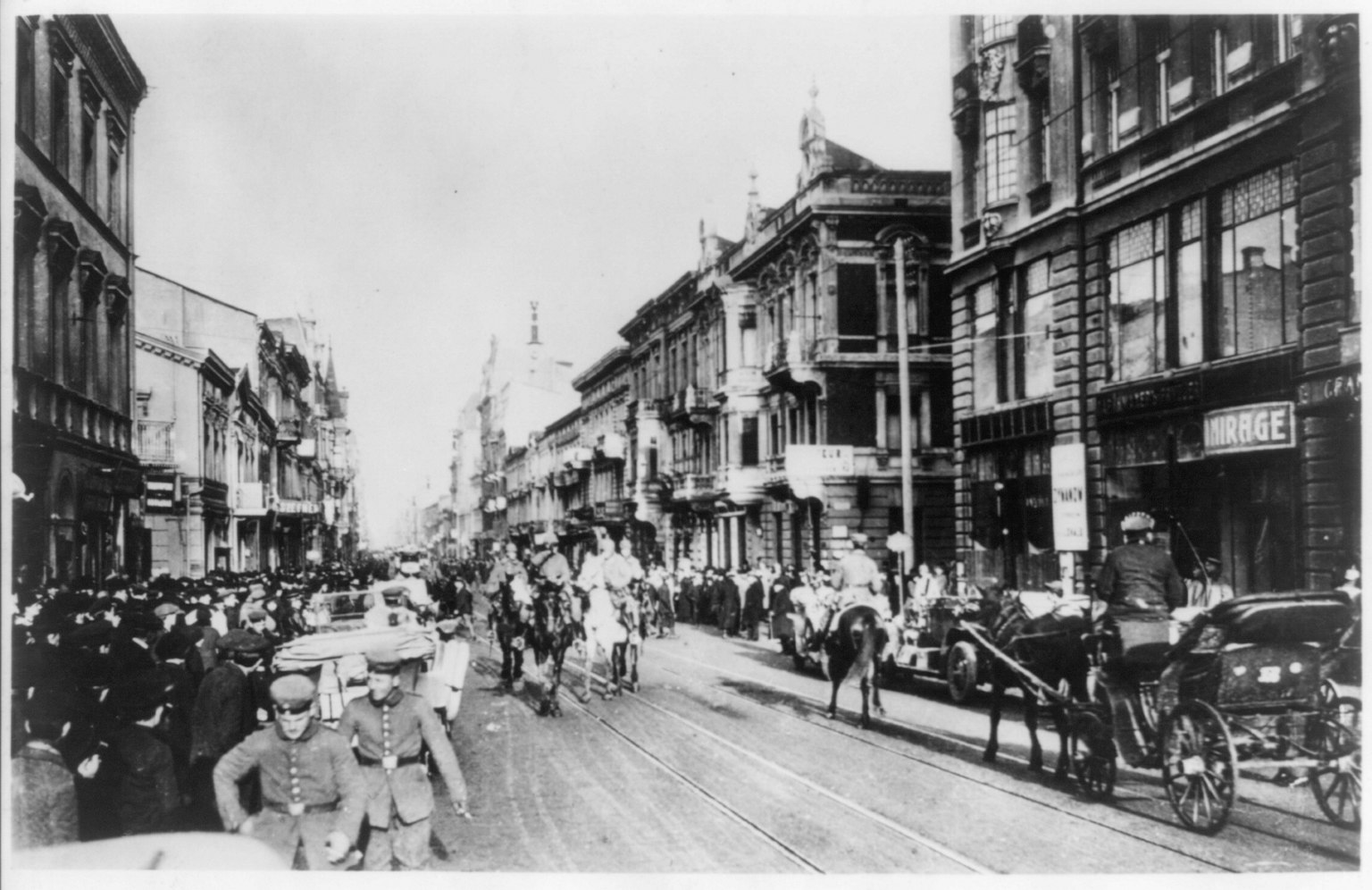
Entrée des troupes allemandes à Łódź, 1914.

## Résultats
La bataille de Łódź eut donc une issue indécise, chaque camp ayant rempli une partie de ses objectifs. Les Russes avaient repoussé les Allemands et sauvé Varsovie, but initial de l'offensive allemande. Les Allemands avaient toutefois réussi à faire abandonner aux Russes leur offensive en Silésie.

## Sources
- Tucker, Spencer The Great War: 1914–18 (1998)